# Terenos (ort)
Terenos är en ort i Brasilien.   Den ligger i kommunen Terenos och delstaten Mato Grosso do Sul, i den södra delen av landet, 900 km sydväst om huvudstaden Brasília. Terenos ligger 429 meter över havet och antalet invånare är 6 086.
Terrängen runt Terenos är lite kuperad. Runt Terenos är det mycket glesbefolkat, med 4 invånare per kvadratkilometer..
Omgivningarna runt Terenos är huvudsakligen savann.